# Piccole canaglie (programma televisivo)
Piccole canaglie è stato un programma televisivo italiano andato in onda il venerdì in prima serata su Canale 5, dal 4 maggio al 29 giugno 2001, per otto puntate. La conduzione era affidata a Simona Ventura e Pino Insegno; per la prima si trattò dell'ultima trasmissione presentata in Mediaset prima di tornare in Rai (diversi anni dopo, affermò che tale trasmissione non era adatta a lei), mentre per il secondo ne segnò il debutto ufficiale come conduttore dopo una lunga carriera come comico nella Premiata Ditta.
Il format originale era francese e intitolato Les P'tites Canailles, trasmesso originariamente da TF1 e adattato per l'Italia dalla Aran Endemol.

## La trasmissione
Le Piccole canaglie del titolo (ispirato all'omonimo film) erano i dodici bambini protagonisti di ciascuna puntata del varietà, equamente divisi tra maschi e femmine, di età compresa tra i 6 e 12 anni. Simile al precedente Chi ha incastrato Peter Pan?, in questa trasmissione i bambini più grandi (dai 9 anni in su) avevano la possibilità di "vendicarsi" nei confronti del mondo degli adulti, organizzando e rendendosi complici di candid camera e burle punitive realizzate ai danni dei più grandi, che vengono poi commentati in studio insieme ai bimbi più giovani, chiamati "canagliette".
Nella trasmissione era inoltre presente uno spazio nel quale le dodici "piccole canaglie" potevano, spinti dai conduttori, porre domande provocatorie a degli ospiti noti, per scoprire loro vizi, tic, manie e difetti; tra i personaggi che si sono offerti alle curiosità dei bambini, Paolo Bonolis, Katia Ricciarelli, Alba Parietti, Bud Spencer, Paola Perego, Mike Bongiorno, Gerry Scotti, Marco Tardelli, Massimo Boldi, Bruno Conti, le Lollipop, Valeria Marini, Cristina Parodi, Emilio Fede. Il programma veniva registrato prima della messa in onda; per registrare ciascuna puntata erano necessarie sei ore.

### Accoglienza e critiche
Come altre trasmissioni sia di Mediaset che della Rai aventi come protagonisti dei bambini, tra cui Chi ha incastrato Peter Pan? e Piccoli fans, Piccole canaglie fu accusato di sfruttare l'immagine dei più piccoli, causando le proteste di alcune associazioni di genitori e di tutela dei diritti dei minori.